# أنطونيو رومانو (لاعب كرة قدم)
أنطونيو رومانو (بالإيطالية: Antonio Romano)‏ (23 مارس 1996 في إيطاليا - ) هو لاعب كرة قدم إيطالي في مركز الوسط.

## وصلات خارجية
- أنطونيو رومانو (لاعب كرة قدم) على موقع قاعدة بيانات كرة القدم.إي يو (الإنجليزية)
- أنطونيو رومانو (لاعب كرة قدم) على موقع عالم كرة القدم.نت (الإنجليزية)